# Le Grand Grésil
Le Grand Grésil est un quartier de Vesoul, dans la Haute-Saône. Rattaché au canton de Vesoul-2, il se trouve à l'Est de la ville, aux abords de la route nationale 19.
Construit dans les années 1970, le quartier se compose de deux secteurs distincts : un grand ensemble et des pavillons. Depuis les années 2000, le quartier est régulièrement sujet à divers actes de vandalisme et à des incivilités, ce qui a conduit la ville à classer le Grand Grésil comme « quartier prioritaire » au sein du contrat urbain de cohésion sociale.

## Localisation
Le quartier se situe partiellement sur les versants est de la colline de la Motte, non loin du lieu-dit historique de la ville nommé le « Marteroy », en référence au prieuré du Marteroy qui a existé de 1092 à 1595. Le Grand Grésil se trouve à proximité de la route nationale 19, route reliant Paris à la frontière suisse, et du nouveau cimetière de Vesoul. Il est desservi par les lignes 1 et 7 du réseau de transport en commun Vbus. La zone est aussi constituée de multiples chemins piétonniers qui jalonnent les immeubles. La rivière du Durgeon se trouve à proximité. On remarque une altitude minimum de 236 mètres ainsi qu'une altitude maximum (sur les premiers flancs de La Motte) de 260 mètres. La superficie totale du quartier (urbanisation, équipements sportifs...) s'élève à environ 10 hectares.
Le Grand Grésil est constitué d'une zone d'immeubles à l'Ouest (d'une superficie de 3,5 hectares) ainsi que de multiples pavillons en contrebas, à l'Est (d'une superficie de 4,5 hectares).

## Histoire du Grand-Grésil
Le quartier fut construit entre 1973 et 1977 et constitue avec les quartiers du Montmarin et des Rêpes, les trois principaux quartiers d'urbanisation d'après guerre dans la ville de Vesoul
Le chantier démarra en octobre 1974 sur une zone d'une superficie d'environ 9 hectares, localisée entre la Motte et les secteurs déjà majoritairement urbanisés du Transmarchement, du Montmarin et des Rêpes. Classée en zone d'aménagement concerté par la municipalité, le projet d'aménagement du Grand Grésil est confié à l'office public des HLM de la Haute-Saône et sa construction à l'entreprise Sodetauh - Le Havre. Au total, plus de 450 logements dont environ 60 pavillons sont construits ainsi qu'environ 400 garages et 250 places de stationnement.
En 1998, la population du quartier s'élève à 1 098 habitants en 2006 à 568 habitants et en 2009 à 607 habitants. Depuis les années 2000, le quartier est régulièrement sujet à diverses incivilités et faits de délinquances qui dégradent petit à petit la qualité de vie du secteur,. Administrativement, le quartier est rattaché au canton de Vesoul-2.

## Équipements et patrimoine
Le Grand Grésil comptait jusqu'à la rentrée 2017 une école maternelle, l'école maternelle du Grand Grésil qui a fusionné depuis avec l'école élémentaire Henri-Matisse pour donner naissance au groupe scolaire Matisse. Dès lors, les bâtiments qui accueillaient autrefois l'école maternelle abritent aujourd'hui une crêche. On compte aussi une maison de quartier, qui propose notamment un accueil périscolaire.
On trouve 3 équipements sportifs dans le quartier : un terrain de foot en gazon naturel (80 x 40 mètres), un terrain de foot stabilisé type city-stade (40 x 25 mètres) et un terrain d'EPS en bitume (30 x 15 mètres).
Le Grand Grésil compte quelques bâtiments et lieux notables comme les archives départementales de la Haute-Saône, dont le bâtiment fut construit en 1964, soit peu avant l'aménagement du quartier. On y trouve aussi non loin du quartier, deux cimetières localisés rue Miroudot Saint-Ferjeux : le nouveau cimetière, ouvert le 5 juin 1944 après 2 ans de travaux d'aménagement et contenant plus de 2000 concessions ainsi que le cimetière juif, plus petit que le précédent, qui fut aménagé sous l'impulsion de la communauté juive de Vesoul. A l'extrémité sud-est du quartier, on note aussi l'existence d'un ancien bureau d'octroi, localisé rue Baron-Bouvier. De style néoclassique, l'édifice a été construit d'après l'architecte Ridoux en 1830. Il est entre autres constitué d'un portique de quatre colonnes et de deux piliers.. Ce bureau d'octroi représentait donc l'accès à la ville aux derniers siècles qui se faisait par la rue Baron-Bouvier (anciennement Faubourg Haut).

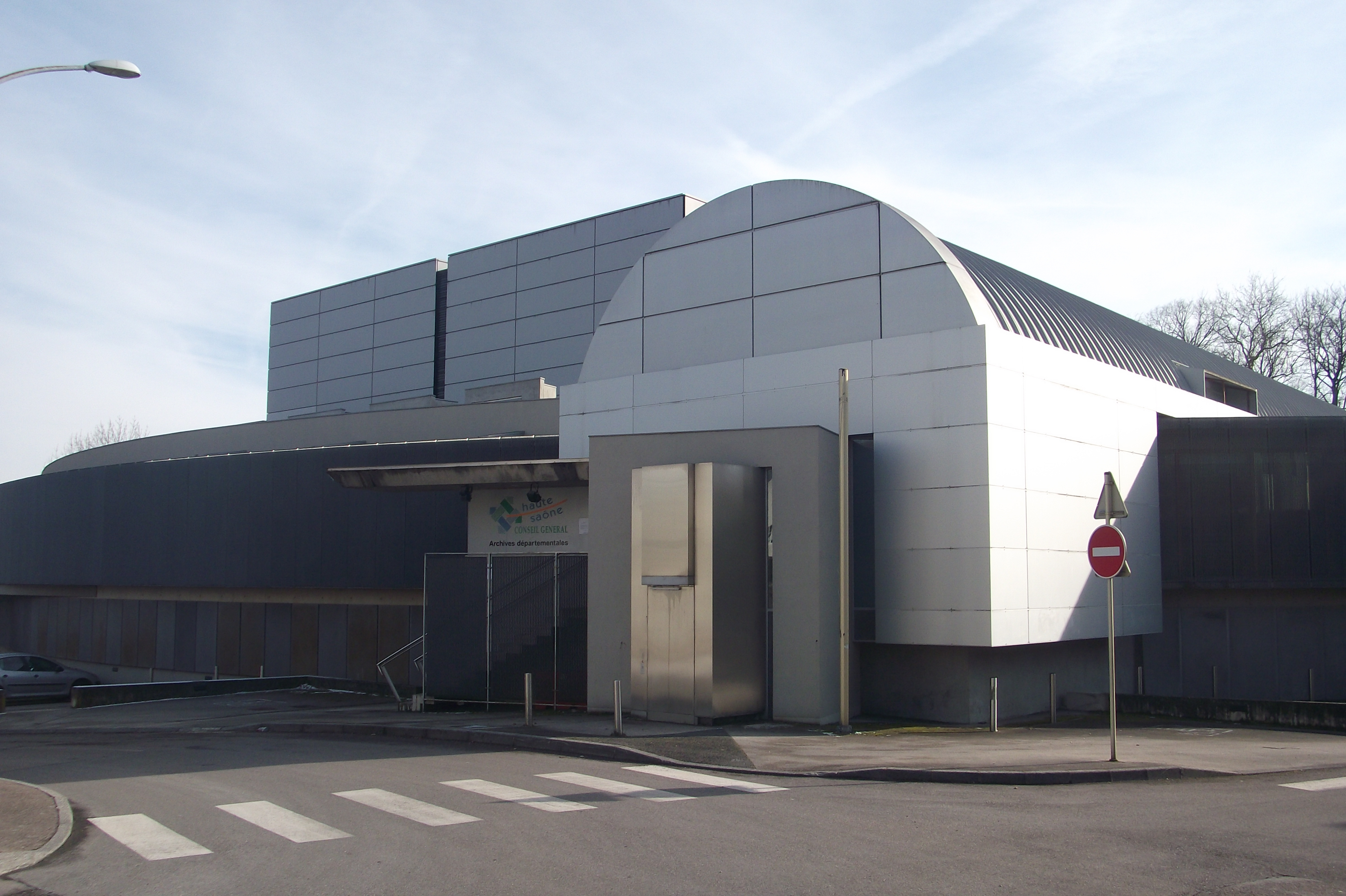
Les archives départementales de la Haute-Saône
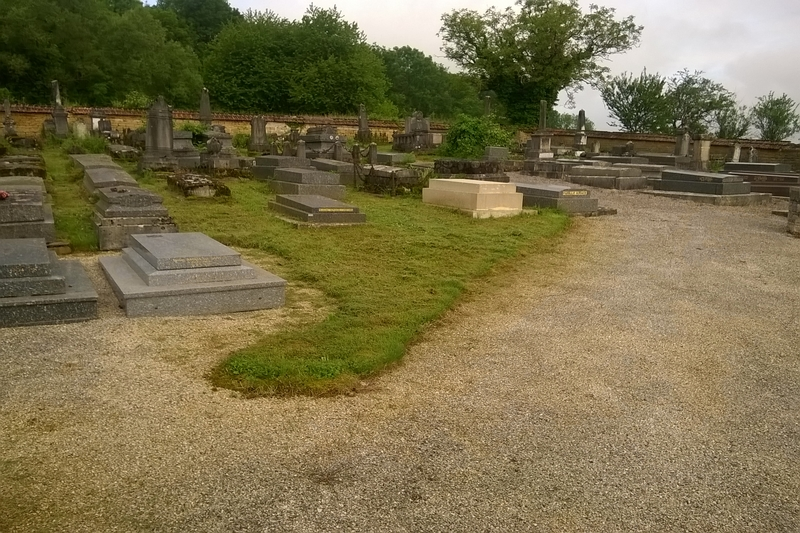
Le cimetière juif
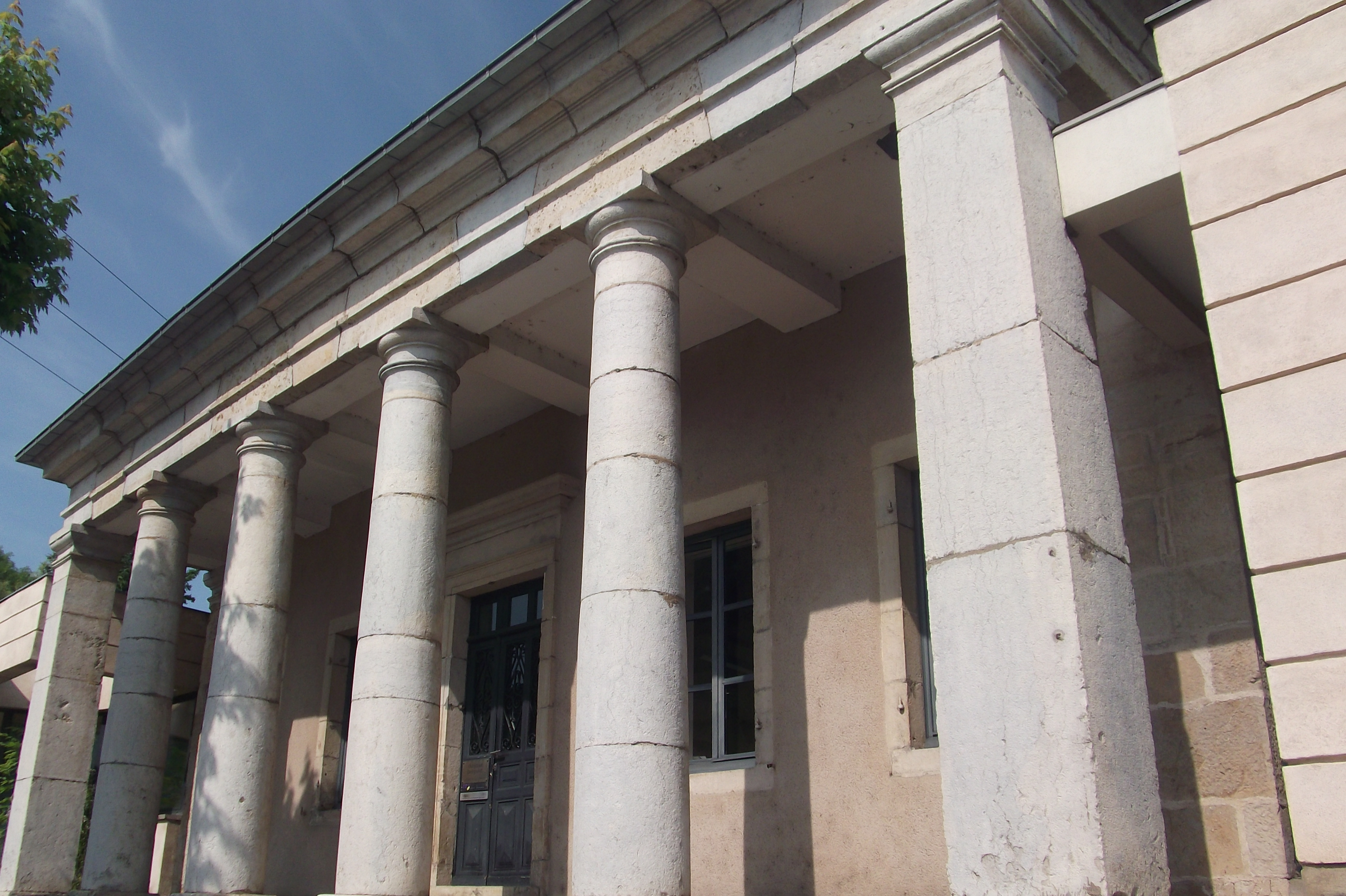
L'ancien bureau d'octroi

## Données sociologiques
| Chiffres 2009                                                                                  | Grand Grésil | Agglomération de Vesoul |
| ---------------------------------------------------------------------------------------------- | ------------ | ----------------------- |
| Population des ménages fin 2009                                                                | 607          | 28 370                  |
| Évolution relative de la population des ménages de fin 2007 à fin 2009                         | -0.5 %       | 1.3 %                   |
| Revenu par unité de consommation médian 2009                                                   | 12885        | 17 536                  |
| Évolution relative du revenu par unité de consommation médian 2007-2009                        | 1.9 %        | 3.9 %                   |
| Premier quartile du revenu par unité de consommation 2009                                      | 7782         | 10 943                  |
| Évolution relative du premier quartile du revenu par unité de consommation 2007-2009           | -4.5         | n.d.                    |
| Troisième quartile du revenu par unité de consommation 2009                                    | 18140        | 24 818                  |
| Évolution relative du troisième quartile du revenu par unité de consommation 2007-2009         | 2.9 %        | 4.1 %                   |
| Indicateur de dispersion du revenu par unité de consommation 2009                              | 80.4 %       | 79.1 %                  |
| Évolution relative de l'indicateur de dispersion du revenu par unité de consommation 2007-2009 | 7.1 %        | 3.5 %                   |
| Part de la population à bas revenus 2009                                                       | 17.6 %       | 10.0 %                  |
| Évolution relative de la part de la population à bas revenus 2007-2009                         | 28.5 %       | 10.8 %                  |
| Indicateur de jeunesse fin 2008                                                                | 1.1          | 1.1                     |
| Part des jeunes adultes sans diplôme de niveau au moins égal au baccalauréat début 2007        | n.d.         | 50.0 %                  |
| Part des ménages d'au moins 6 personnes fin 2009                                               | n.d.         | 1.5 %                   |
| Surface du logement (en mètres carrés) par personne 2009                                       | 48.0         | 42.4                    |
| Indicateur de monoparentalité avec jeunes enfants fin 2009                                     | 5.8 %        | 4.0 %                   |
| Part des ménages locataires fin 2009                                                           | 89.6 %       | 51.9 %                  |
| Part des ménages locataires en HLM fin 2009                                                    | 84.1 %       | 26.0 %                  |
| Part des ménages installés depuis moins de 5 ans fin 2009                                      | 54.9 %       | 50.3 %                  |
| Part des ménages concernés par une allocation chômage 2009                                     | 22.3 %       | 15.1 %                  |
| Évolution relative de la part des ménages concernés par une allocation chômage 2007-2009       | 21.5 %       | 6.4 %                   |
| Part des employés et ouvriers dans la population active occupée début 2007                     | 81.7 %       | 63.5                    |
| Indicateur de comparaison de revenu avec le voisinage 2009                                     | 0.99 %       | n.d                     |